# Белевич, Алексей Игоревич
Алексей Игоревич Белевич (бел. Аляксей Ігаравіч Бялевіч; род. 26 января 1995, Гродно) — белорусский футболист, полузащитник клуба «Островец».

## Карьера

### «Динамо» Минск
Воспитанник футбольной академии минского «Динамо». В клубе футболист выступал за юношеские составы, а в сезоне 2011 года также привлекался к играм дублирующего состава, за который в 3 матчах успел отличился своим единственным забитым голом.

#### Аренда в «Минск»
В начале 2013 года футболист на правах арендного соглашения присоединился к «Минску». В играм с основной командой стал привлекаться лишь в июне 2013 года. В июле 2013 года футболист вместе с клубом отправился на квалификационные матчи Лиги Европы УЕФА. Дебютный матч на профессиональном уровне сыграл 18 июля 2013 года против мальтийского клуба «Валлетта», в котором вышел на поле в стартовом составе. Вместе с клубом футболист прошёл также третий квалификационный раунд, где одержали победу над шотландским клубом «Сент-Джонстон», однако в раунде плей-офф уступили бельгийскому клубу «Стандард». На протяжении сезона футболист больше за клуб не сыграл и по окончании срока аренды вернулся в минское «Динамо».

#### Аренда в «Берёзу-2010»
В конце марта 2014 года футболист на правах арендного соглашения отправился в клуб «Берёза-2010» до августа того же года. Дебютировал за клуб 19 апреля 2014 года в матче против «Слонима», выйдя на замену на 77 минуте. Первую половину сезона футболист провёл как игрок замены, однако затем начиная с середины сентября 2014 года закрепился в стартовом составе. Дебютными голами за клуб отличился 25 октября 2014 года в матче против «Городеи», записав на свой счёт дубль. Закончил сезон футболист с 3 забитыми голами за клуб.
В начале 2015 года футболист снова присоединился к «Берёза-2010». Новый сезон футболист начал с матча 19 апреля 2015 года против светлогорского «Химика», выйдя на поле в стартовом составе. На протяжении сезона футболист был одним из ключевых игроков клуба. Первым голом за клуб в сезоне отличился 28 июня 2015 года против «Кобрина». В июле 2015 года футболсит покинул клуб по окончании срока арендного соглашения. за сезон футболист успел отличился своим единственным забитым голом.

### «Торпедо-БелАЗ»
В январе 2016 года футболист перешёл в жодинское «Торпедо-БелАЗ». В клубе футболист сезон начал со скамейки запасных. Дебютировал за клуб 26 июня 2016 года в матче против «Городеи», выйдя на замену на 63 минуте. В июле 2016 года футболист вместе с клубом отправился на квалификационные матчи Лиги Европы УЕФА. Первый матч в рамках еврокубкового турнира сыграл 26 июня 2016 года против венгерского «Дебрецена», выйдя на замену на 87 минуте. В следующем третьем квалификационном раунде футболист сыграл лишь в первой встрече 4 августа 2016 года против венского «Рапида». На протяжении оставшейся части сезона футболист оставался игроком замены, по итогу в феврале 2017 года покинул жодинский клуб.

### «Гранит» Микашевичи
В апреле 2017 года футболист присоединился к микашевичскому «Граниту». Дебютировал за клуб 8 апреля 2017 года в матче против светлогорского «Химика», выйдя на поле в стартовом составе. Первоначально футболист стразу же стал одним из ключевых игроков клуба, однако в июне 2017 года выбыл из распоряжения клуба. В июле 2017 года покинул клуб.

### «Барановичи»
В августе 2017 года футболист присоединился к «Барановичам». Дебютировал за клуб 5 августа 2017 года в матче против столбцовского клуба «Неман-Агро», выйдя на замену на 55 минуте. Однако закрепиться в барановичском клубе у футболиста тоже не вышло, проведя остаток сезона как игрок замены. По окончании контракта покинул клуб, результативными действиями не отличившись.

### «Чисть»
В начале 2018 года футболист пополнил состав клуба «Чисть». Дебютировал за клуб 7 апреля 2018 года в матче против мозырской «Славии», выйдя на поле в стартовом составе. Футболист сразу же смог закрепиться в основной команде клуба. Дебютный гол за клуб забил 12 мая 2018 года в матче против столичного «Энергетика-БГУ». В своём следующем матче 20 мая 2018 года против микашевичского «Гранита» оформил хет-трик. За первую половину сезона футболист успел отличился 5 забитыми голами в рамках Первой Лиги. В июле 2018 года покинул клуб.

### «Нафтан»
В августе 2018 года футболист стал игроком новополоцкого «Нафтана». Дебютировал за клуб 18 августа 2018 года в матче против житковичского клуба ЮАС, выйдя на замену в начале второго тайма. Футболист смог закрепиться в основной команде новополоцкого клуба, однако оставался игроком замены. Дебютный гол за клуб забил 6 октября 2018 года в матче против светлогорского «Химика». По окончании сезона футболист покинул клуб.

### «Островец»
В начале 2019 года футболист вернулся в «Андердог», который сменил название и стал выступать во Второй Лиге. В начале 2020 года покинул клуб. В июле 2020 года футболист стал игроком «Островца». В начале 2021 года футболист продлил контракт с клубом ещё на сезон. По итогу сезона вместе с клубом стал победителем Второй Лиги.
В начале 2022 года футболист продолжил готовиться с клубом к новому сезону. Первый матч за клуб в Первой Лиге сыграл 9 апреля 2022 года против «Молодечно-2018», также отличившись результативной передачей. Первый гол за клуб забил 2 июля 2022 года в матче против «Орши». На протяжении сезона футболист был одним из ключевых игроком клуба, отличившись 3 забитыми голами и 4 результативными передачами.
Новый сезон футболист начал с матча 2 апреля 2023 года против «Барановичей», выйдя на поле в стартовом составе. Первым результативным действием за клуб в сезоне отличился 29 апреля 2023 года в матче против «Молодечно-2018», отдав голевую передачу. В следующем матче 8 мая 2023 года против петриковского «Шахтёра» забил первый в сезоне гол.

## Достижения
«Островец»
- Победитель Второй Лиги: 2021